# Gurgaon
Gurgaon è una città dell'India di 173.542 abitanti, capoluogo del distretto di Gurgaon e della divisione di Gurgaon, nello stato federato dell'Haryana. In base al numero di abitanti la città rientra nella classe I (da 100.000 persone in su).

## Geografia fisica
La città è situata a 28° 28' 0 N e 77° 1' 60 E e ha un'altitudine di 219 m s.l.m..

## Società

### Evoluzione demografica
Al censimento del 2001 la popolazione di Gurgaon assommava a 173.542 persone, delle quali 92.985 maschi e 80.557 femmine. I bambini di età inferiore o uguale ai sei anni assommavano a 22.020, dei quali 12.303 maschi e 9.717 femmine. Infine, coloro che erano in grado di saper almeno leggere e scrivere erano 133.651, dei quali 75.143 maschi e 58.508 femmine.